# カナダにおけるHIV/AIDS

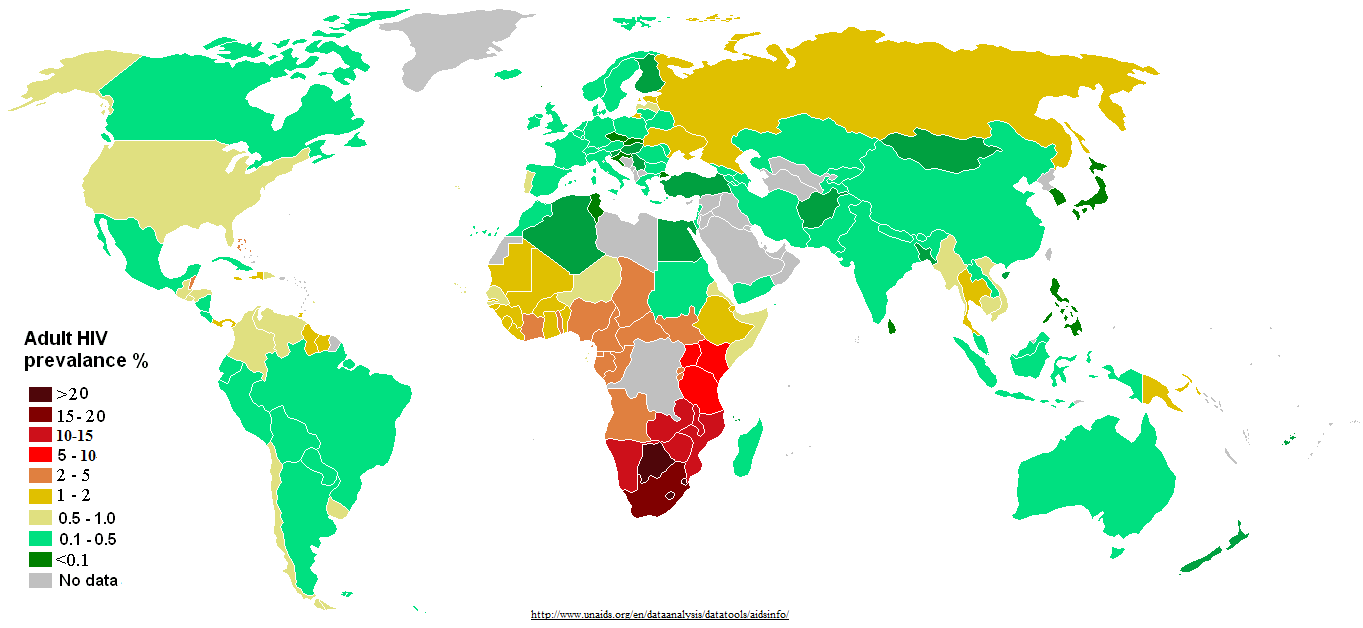
2007年度のカナダの15歳-49歳におけるHIV感染率は0.4%である。

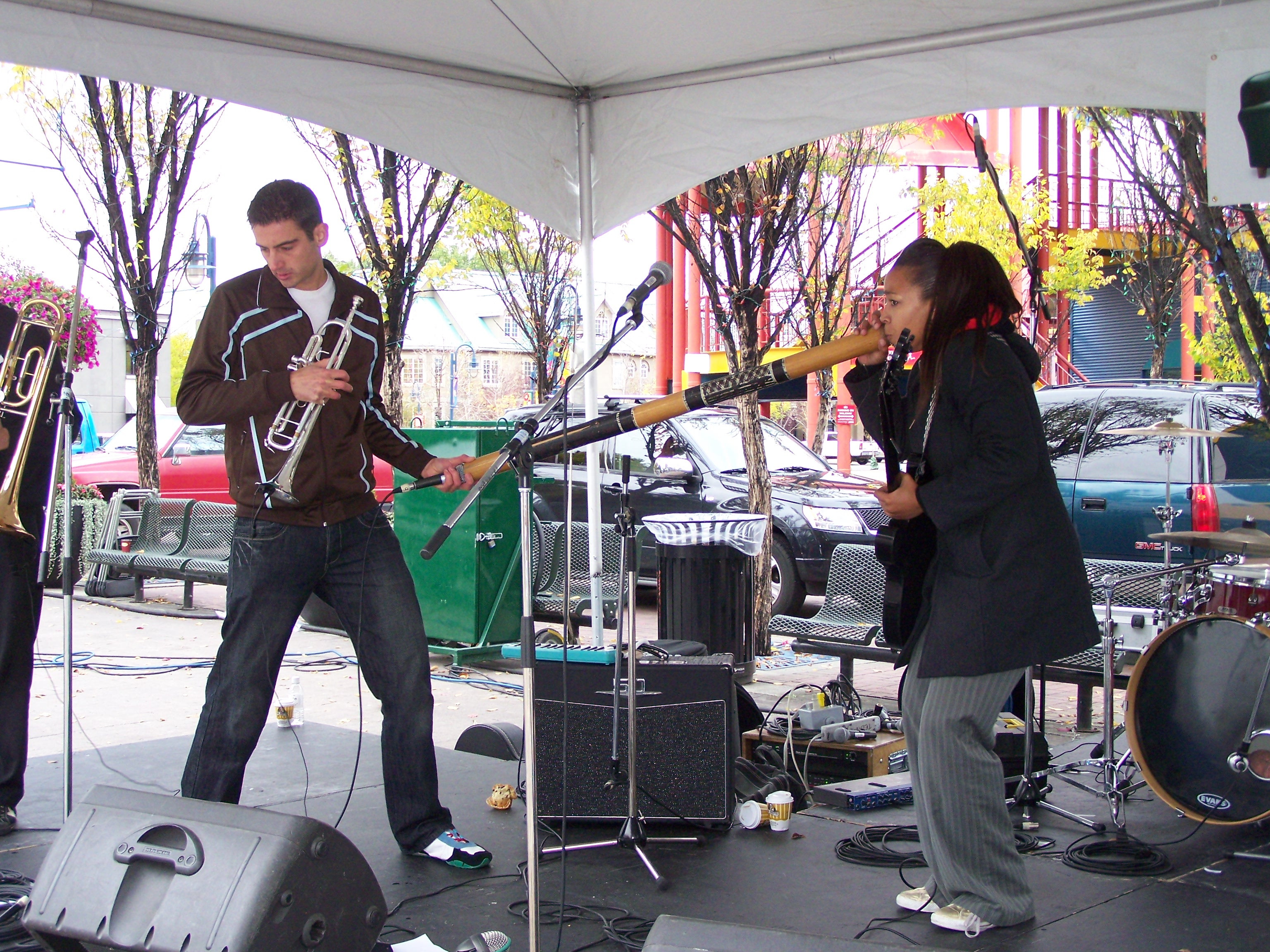
2007年9月にカナダのカルガリー行われた第13回のAIDS Walk for Life に参加するFive Star Affair（:en:Five Star Affair）

本稿では、カナダにおけるHIV/AIDSについて述べる。

## 概要

### 流行の状況
カナダ国内において、エイズ患者が初めて発見されたのは1982年のことである。それから2005年までの間に、およそ5万8000人がHIV/AIDSの患者となっているが、このうちの1万5000人は自身の感染状況を把握していないと推測されている。なお、感染者の総数は年間2500人ペースで増加を続けているが、死亡率はHAART療法などを含めた医療技術の発展により減少しつつある。
新規のHIV感染者が最も多いのはゲイ男性の社会コミュニティである。また、女性の感染者は全体の20%、新規感染者の27%を占める。一方、HIV感染率が最も急速に高まっている社会グループはカナダ先住民（en:aboriginal Canadians）であり、2005年度の新規な患者のうち9%を占めている.

### 対策
カナダ政府は連邦政府主導のHIV/AIDSに対する取り組みとして、社会的弱者の擁護、研究、監視、国民意識、評価などを介してHIV/AIDSの予防と支援プログラムに資金供給を行っている。なお、この取り組みはカナダ保健省（en:Health Canada）、カナダ保健研究機構（en:Canadian Institutes of Health Research）、連邦矯正局（en:Correctional Service Canada）の3部門による共同作業で進められている。